# Sunshine Coast Regional District
Sunshine Coast Regional District är ett regionalt distrikt i provinsen British Columbia i Kanada. Det ligger i sydvästra delen av provinsen. Antalet invånare är 32 170 (år 2021) och arean är 3 767 kvadratkilometer.
I Sunshine Coast Regional District finns kommunerna Gibsons och Sechelt samt Sechelt Indian Government District.